# Castillo Lindenwold

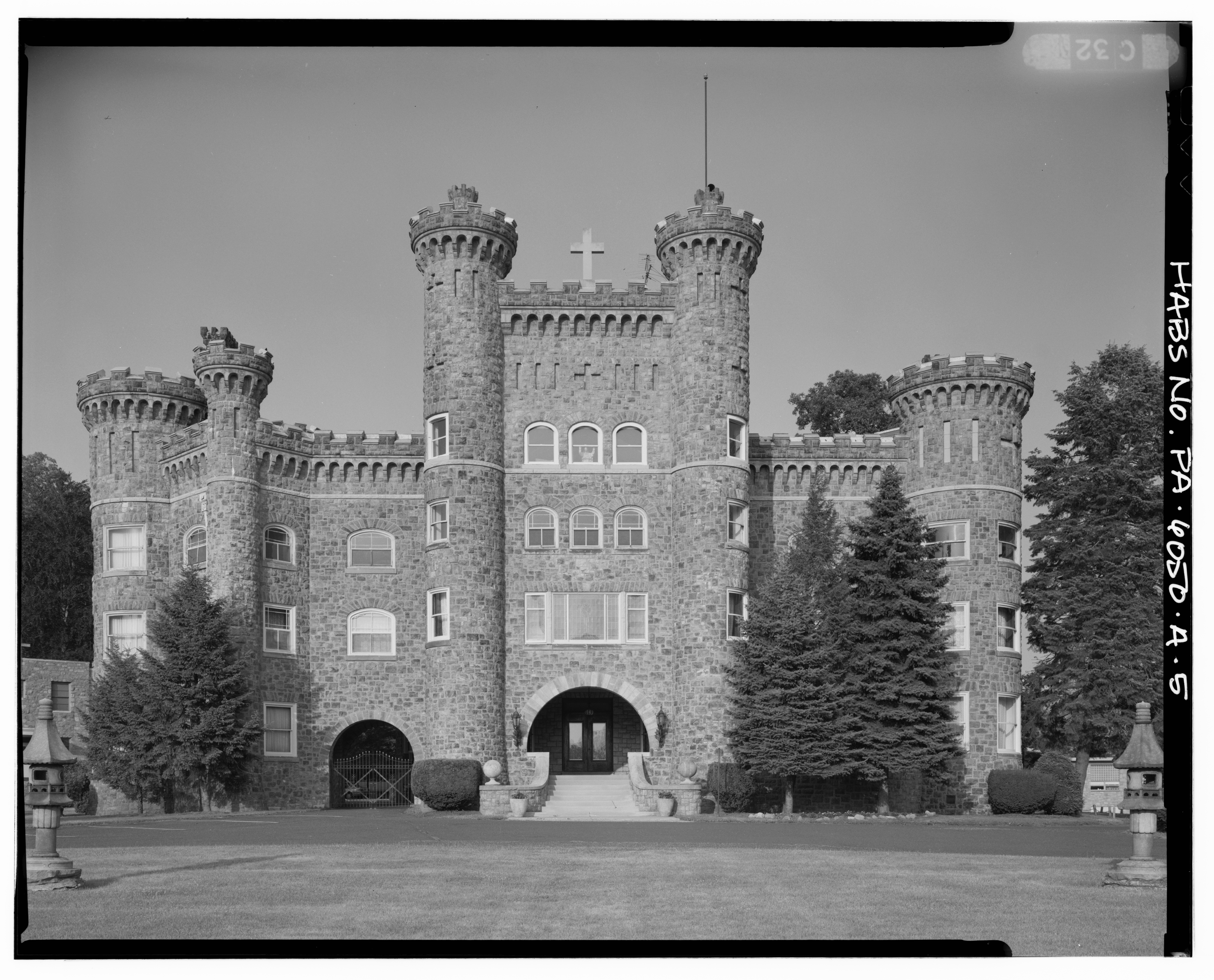
Castillo Lindenwold.

El castillo Lindenwold es un castillo ubicado en Ambler (Pensilvania), Estados Unidos. Perteneció al magnate del asbesto Richard Van Zeelust Mattison (1851-1935) de la compañía Keasbey and Mattison. Fue diseñado por Milton Bean y construido en 1890.
A mediados del mes de marzo de 2019, en el castillo se ejecutaron una serie de obras con el objetivo de convertirlo en un lujoso y especial complejo de viviendas mixtas. Sin embargo, muchos miembros de la comunidad criticaron el proyecto afirmando que era incorrecto, mientras que otros lo denominador como un progreso.

## Historia
La finca era de 400 acres. En 1912, sufrió una remodelación parcial para parecerse al castillo de Windsor, y Mattison encargó a canteros italianos y artesanos alemanes que crearan sus majestuosas puertas de hierro.
Mattison vivió en el castillo con su segunda esposa, Mary, durante más de 20 años. Cuando llegó la Gran Depresión en 1929, Mattison se vio obligado a vender la propiedad y mudarse a alojamientos más pequeños. La transacción tuvo lugar en 1936 tras la muerte de Mattison; las Hermanas de la Sagrada Familia de Nazaret fueron las compradoras, y convirtieron la mansión en un orfanato llamado St. Mary's, que se convirtió en St. Mary's Villa for Children and Families, y después St. Mary's Villa. Para entonces, la propiedad de 400 acres se había reducido a 50 acres.
En 1966, la finca se utilizó para las tomas exteriores de la película The Trouble with Angels, protagonizada por Rosalind Russell y Hayley Mills.

## Utilidad
A partir de 2012, el castillo conservó elementos originales, como una escalera bordeada por vidrieras, techos empapelados dorados y chimeneas de mármol tallado. En noviembre de 2013, las Hermanas de la Sagrada Familia de Nazaret seguían utilizando la finca para cuidar de «85 jóvenes maltratados y abandonados de entre 13 y 18 años, que reciben atención residencial y educación especial junto con un programa ambulatorio para servicios de salud mental». Sin embargo, se estaba trabajando en un acuerdo de venta con el dueño de un negocio de bienes raíces llamado Leonard Poncia. Poncia compró la propiedad y posteriormente vendió sus dos garitas. El comprador Peter Monaghann, luego arrendó una de las casas a un inquilino y comenzó a renovar la segunda.
El 7 de noviembre de 2014, el Departamento del Interior de los Estados Unidos emitió una carta que determinó que la propiedad era elegible para ser incluida en el Registro Nacional de Lugares Históricos. Sin embargo, comenzaron a surgir planes sobre un desarrollo de uso mixto en la propiedad, lo que comenzó a generar preocupaciones sobre muchos problemas, incluido el aumento del tráfico no deseado en el área y la degradación del espacio abierto del área. Algunas partes expresaron interés en preservar la propiedad como terreno de espacio abierto y utilizar el edificio como galería de arte o espacio para eventos. Poncia luego vendió otra parte de la propiedad a una empresa conjunta con la intención de construir un complejo residencial de lujo para personas mayores. Se propuso que el complejo incluyera «vida independiente, vida asistida y una unidad de memoria» con «una piscina cubierta, un gimnasio, un estudio de yoga, dos salas de cine, un lavado y un parque para perros, un estudio de arte, múltiples lugares para comer en el interior y al aire libre, bares y salones, parrillas para barbacoas y fogatas».